# 07 Вестур
«07 Вестур» — фарерський футбольний клуб. Заснований 2007 року.

## Історія клубу
Історія клубу бере свій початок 18 грудня 1993 року, коли шляхом злиття клубів «Мідвагур» і «Сандавагур», був утворений клуб «Вагар». 1998 року до клубу приєднався «Сервагур», в результаті на острові Воар склалася єдина команда, яка незабаром змогла піднятися до вищого дивізіону Фарерського чемпіонату. Але клубу не вдалося надовго закріпитися у вищій лізі, і незабаром він вилетів з неї. Через невдачі всередині клубу загострилися розбіжності і 2004 року клуб розпався на команди, що раніше увійшли до його складу. Попри це, ідея про створення єдиного сильного клубу на острові Воар не померла, і 8 листопада 2004 року був знову створений єдиний клуб «Вагар 2004», а 2007 року до нього знову приєднався клуб «Сервагур», в результаті цього злиття клуб прийняв сучасну назву «07 Вестур», а 6 листопада 2007 року став офіційною датою народження клубу. 2008 року клуб переміг у Першій лізі і завоював право грати в Водафонедеілдін, вищому фарерському дивізіоні. Після першого свого сезону у вищому дивізіоні клуб вилетів у першу лігу, але знову перемігши в ній завоював право грати у ньому у 2011 році.

## Досягнення
- Переможець першої ліги: 2008, 2010